# Río Yeso
Río Yeso är ett vattendrag i Chile.   Det ligger i regionen Región Metropolitana de Santiago, i den södra delen av landet, 60 km sydost om huvudstaden Santiago de Chile.
Omgivningarna runt Río Yeso är i huvudsak ett öppet busklandskap. Runt Río Yeso är det mycket glesbefolkat, med 2 invånare per kvadratkilometer.